# EA-1356
EA-1356 是一种有机磷酸酯，也是一种 G类神经毒剂。 它对体内的降解酶具有高度抵抗力。 